# Josef Staudner
Josef Staudner (* 13. März 1964) ist ein ehemaliger deutscher Fußballspieler.

## Karriere
Staudner spielte von 1982 bis  1987 für die Amateurmannschaft des FC Bayern München, mit der er zum einen, 1983 im Finale um die Deutsche Amateurmeisterschaft mit 0:2 dem FC Homburg unterlegen war, zum anderen, 1987, dem MSV Duisburg mit 1:4. Ferner bestritt er mit der Amateurmannschaft der Bayern das am 2. September 1984 mit 3:5 verlorene Erstrundenspiel gegen die SG Wattenscheid 09 im DFB-Pokal.
Von Saisonbeginn 1987/88 bis zum Saisonende 1989/90 absolvierte er für den Zweitligisten SpVgg Bayreuth drei Spielzeiten. Sein Debüt im Seniorenbereich gab er am 1. August 1987 (3. Spieltag) beim 3:0-Sieg im Heimspiel gegen die Stuttgarter Kickers; sein erstes Tor als Profi gelang ihm am 19. März 1988 (26. Spieltag) bei der 1:3-Niederlage im Auswärtsspiel gegen den SSV Ulm 1846 mit dem Anschlusstreffer zum 1:2 in der 78. Minute. Nur durch den Zwangsabstieg von Rot-Weiß Oberhausen als Tabellensechzehnter, blieb Staudner mit seiner Mannschaft, sportlich Tabellensiebzehnter und somit eigentlich vierter Absteiger, der Klasse erhalten.
Diese hielt er mit der Mannschaft in der Folgesaison, in der er 24 von 38 Punktspielen bestritt – wie in der Saison zuvor als Tabellensiebzehnter – nur aufgrund des Zwangsabstiegs des Tabellenfünfzehnten Kickers Offenbach.
Doch in seiner letzten Spielzeit belegte er mit der SpVgg Bayreuth den 18. Tabellenplatz, der den Abstieg in die drittklassige Oberliga Bayern bedeutete. Dennoch kam er in dieser Spielzeit mit 29 Punktspielen und fünf Toren zu seinen beiden Bestwerten. Des Weiteren kam er für die SpVgg Bayreuth am 19. August 1989 in der 1. Hauptrunde um den DFB-Pokal zum Einsatz, in der er mit ihr mit 1:4 beim 1. FC Pforzheim aus dem Wettbewerb ausschied.